# Terceros reinos de taifas
El tercer período taifas (o taifas post almohades) es un período en la historia de al-Ándalus situado entre la dominación almohade, y el establecimiento del Reino nazarí de Granada.
Tras el fin del período almohade, marcado por la batalla de las Navas de Tolosa (1212), hubo un corto período denominado terceros reinos de Taifas, que terminó en la primera mitad del siglo XIII con las conquistas cristianas en el Xarq al-Ándalus de Jaime I de Aragón (Valencia, 1238 y Játiva 1244) y en Castilla de Fernando III el Santo (Baeza 1226, Úbeda 1233, Córdoba, 1236 y Sevilla, 1248) y perduró en Granada con la fundación del reino nazarí, que no capituló hasta el 2 de enero de 1492, fecha que puso fin a la Reconquista.

## Relación de las terceras taifas
Siendo los más importantes las taifas de Murcia y Valencia y sobre todo la taifa de Arjona que más adelante será el Reino de Granada.
- Taifa de Baeza, de 1224 a 1226, conquistada y anexionada por la Corona de Castilla. Integrada posteriormente en el Reino de Jaén como Señorío de Baeza.
- Taifa de Badajoz: c.1212-1230, conquistada y anexionada por la Corona de León (Badajoz sufrirá un fuerte proceso de señorialización).[1]
- Taifa de Córdoba: c.1212-1236, conquistada y anexionada por la Monarquía castellano-leonesa (Corona de Léon).
- Taifa de Ceuta, de 1233 a 1236, conquistada por la Taifa de Murcia (Murcia sería dependiente de la Corona castellano-leonesa desde 1243).
- Taifa de Jaén: c.1212-1246, conquistada y anexionada por la Monarquía castellano-leonesa, Pacto de Jaén (Corona de Castilla). Baeza, Úbeda, Martos y Arjona se integrarían en Jaén.
- Taifa de Sevilla: c.1212-1248, conquistada y anexionada por la Monarquía castellano-Leonesa (Corona de León).
- Taifa de Arjona: 1232-1244, conquistada por la Monarquía castellano-leonesa (Corona de Castilla, integrada en Jaén posteriormente).[2]
- Taifa de Alcira, Denia y Jativa, de 1224 a 1227, reconquistado por los Almohades y de 1228 a 1244, conquistada por Aragón.[3]
- Taifa de Lorca, de 1240 a 1265, integrada en Murcia.
- Taifa de Málaga de 1229 a 1238, pasó a formar parte del Reino nazarí de Granada.
- Taifa de Menorca (Mallorca), de 1228 a 1287, conquistado por la Corona de Aragón.
- Taifa de Murcia, de 1228 a 1266, dependiente de la Corona castellano-leonesa desde 1243.
- Taifa de Niebla, de 1234 a 1257, conquistada y anexionada por la Monarquía castellano-leonesa (Corona de León). Posteriormente se convierte en Condado de Niebla. La Taifa de Niebla llegó a anexionar la Taifa de Santa María del Algarve (anexionada por la monarquía Castellano-leonesa).
- Taifa de Orihuela, de 1239 a 1250, repartida entre la taifa de Murcia y Castilla.
- Taifa de Valencia, de 1228 a 1238, conquistada por la Corona de Aragón.
- Taifa de Granada, desde 1238 (conocida historiográficamente como Reino nazarí de Granada). Integraba los reinos de Almería y Málaga.
- Reino de Algeciras y Ronda, c. 1275 a 1344, conquistada y anexionada por la Monarquía castellano-leonesa.